# Sainte-Feyre-la-Montagne
Sainte-Feyre-la-Montagne é uma comuna francesa na região administrativa da Nova Aquitânia, no departamento de Creuse. Estende-se por uma área de 6,84 km². Em 2010 a comuna tinha 129 habitantes (densidade: 18,9 hab./km²).